# Coppa Italia 2007/08

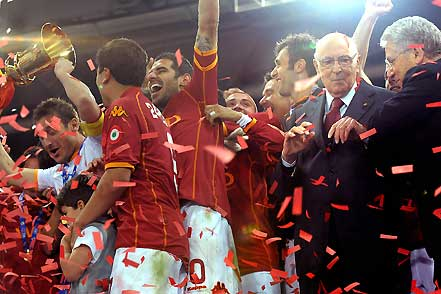
Überreichung der Trophäe durch Giorgio Napolitano

Die Coppa Italia, der italienische Pokalwettbewerb im Fußball, begann in der Saison 2007/08 am 14. August 2007 mit den Spielen der 1. Runde und endete am 24. Mai 2008 mit dem Finale zwischen der AS Rom und Inter Mailand. Die Roma gewann die Partie und wurde zum neunten Mal in ihrer Vereinsgeschichte Pokalsieger. Da beide Finalisten über die Liga in die Champions League einzogen, qualifizierte sich der Siebtplatzierte Udinese Calcio stattdessen für den UEFA-Pokal 2008/09. Es war bereits die vierte Auflage dieser Finalpaarung in Folge, bei der sowohl Inter als auch Rom zwei Titel gewinnen konnten.

## Modus
Zur 60. Auflage des Wettbewerbs wurde der Modus grundlegend verändert. Im Gegensatz zu früheren Austragungen waren nur die Mannschaften der Serie A und der Serie B spielberechtigt. Somit nahmen insgesamt 42 Vereine teil. In der 1. Runde spielten die Mannschaften der Serie B der Saison 2007/08 sowie der Zweit- und Drittplatzierte der Saison 2006/07 (Aufsteiger in die Serie A). Die übrigen Teams der Serie A – mit Ausnahme der acht Bestplatzierten der Vorsaison – stiegen in der 3. Runde ein, während die verbliebenen acht Mannschaften im Achtelfinale zum Teilnehmerfeld stießen.
Das Achtel-, Viertel- und Halbfinale wurden jeweils in Hin- und Rückspiel, alle übrigen Runden nur in einer Begegnung entschieden.
Durch die enormen Proteste der Dritt- und Viertligisten, die im Gegensatz zu früheren Austragungen nicht teilnahmeberechtigt waren, wurde der Modus bereits im nächsten Jahr wieder geändert.

## 1. Runde
|                 | Ergebnis        |                  |
| --------------- | --------------- | ---------------- |
| Piacenza Calcio | 2:0             | Spezia Calcio    |
| FC Messina      | ?:? (3:4 i. E.) | Vicenza Calcio   |
| FC Bologna      | 2:1             | FC Modena        |
| FBC Treviso     | ?:? (4:3 i. E.) | US Lecce         |
| AS Bari         | 1:0             | UC AlbinoLeffe   |
| US Triestina    | 1:0             | AC Mantova       |
| US Avellino     | 0:2             | Ascoli Calcio    |
| Rimini Calcio   | 6:0             | Frosinone Calcio |
| Pisa Calcio     | 2:1             | Brescia Calcio   |
| SSC Neapel      | 4:0             | AC Cesena        |
| CFC Genua       | 2:1             | US Grosseto      |
| Ravenna Calcio  | 1:0             | Chievo Verona    |

## 2. Runde
|                 | Ergebnis        |                |
| --------------- | --------------- | -------------- |
| AS Bari         | 2:0             | Vicenza Calcio |
| FC Bologna      | ?:? (3:4 i. E.) | US Triestina   |
| Ascoli Calcio   | 3:2 n. V.       | CFC Genua      |
| Rimini Calcio   | 3:1             | FBC Treviso    |
| SSC Neapel      | 3:1             | Pisa Calcio    |
| Piacenza Calcio | 1:2             | Ravenna Calcio |

## 3. Runde
|                 | Ergebnis        |                  |
| --------------- | --------------- | ---------------- |
| FC Turin        | 3:2 n. V.       | Rimini Calcio    |
| Cagliari Calcio | 2:1             | AC Siena         |
| Udinese Calcio  | 3:0             | AS Bari          |
| US Triestina    | ?:? (2:4 i. E.) | Catania Calcio   |
| Ascoli Calcio   | 2:1 n. V.       | Atalanta Bergamo |
| SSC Neapel      | 3:2 n. V.       | AS Livorno       |
| Reggina Calcio  | 3:2             | Piacenza Calcio  |
| FC Parma        | 1:3             | Juventus Turin   |

## Achtelfinale
|                 | Gesamt |                 | Hinspiel | Rückspiel |
| --------------- | ------ | --------------- | -------- | --------- |
| FC Empoli       | 5:6    | Juventus Turin  | 2:1      | 3:5       |
| Ascoli Calcio   | 1:3    | AC Florenz      | 1:1      | 0:2       |
| Cagliari Calcio | 1:4    | Sampdoria Genua | 1:0      | 0:4       |
| Udinese Calcio  | 1:0    | US Palermo      | 0:0      | 1:0       |
| FC Turin        | 3:5    | AS Rom          | 3:1      | 0:4       |
| Lazio Rom       | 3:2    | SSC Neapel      | 2:1      | 1:1       |
| Reggina Calcio  | 1:7    | Inter Mailand   | 1:3      | 0:4       |
| AC Mailand      | 2:3    | Catania Calcio  | 1:2      | 1:1       |

## Viertelfinale
|                 | Gesamt    |                | Hinspiel | Rückspiel |
| --------------- | --------- | -------------- | -------- | --------- |
| Udinese Calcio  | (a)4:4(a) | Catania Calcio | 3:2      | 1:2       |
| Sampdoria Genua | 1:2       | AS Rom         | 1:1      | 0:1       |
| Inter Mailand   | 5:4       | Juventus Turin | 2:2      | 3:2       |
| Lazio Rom       | 4:2       | AC Florenz     | 2:1      | 2:1       |

## Halbfinale
|               | Gesamt |                | Hinspiel | Rückspiel |
| ------------- | ------ | -------------- | -------- | --------- |
| AS Rom        | 2:1    | Catania Calcio | 1:0      | 1:1       |
| Inter Mailand | 2:0    | Lazio Rom      | 0:0      | 2:0       |

## Finale
| AS Rom                                             | AS Rom | Inter Mailand | Inter Mailand |
| -------------------------------------------------- | --- | --- | ------------- |
| AS Rom                                             | \| 24. Mai 2008 um 21:00 Uhr in Rom (Stadio Olimpico) \| \| Ergebnis: 2:1 (1:0)[1] \| \| Schiedsrichter: Emidio Morganti (Ascoli Piceno) \| | \| 24. Mai 2008 um 21:00 Uhr in Rom (Stadio Olimpico) \| \| Ergebnis: 2:1 (1:0)[1] \| \| Schiedsrichter: Emidio Morganti (Ascoli Piceno) \|                                                                                                | Inter Mailand |
| AS Rom                                             | Doni – Marco Cassetti, Philippe Mexès, Juan, Max Tonetto – Daniele De Rossi , David Pizarro, Ludovic Giuly (65. Cicinho), Alberto Aquilani (90. Christian Panucci), Simone Perrotta – Mirko Vučinić (74. Matteo Brighi) Cheftrainer: Luciano Spalletti | Francesco Toldo – Maicon, Nicolás Burdisso, Cristian Chivu, Maxwell – Javier Zanetti (89. Hernán Crespo), Patrick Vieira, César (61. Luis Jiménez), Dejan Stanković (46. Pelé) – David Suazo, Mario Balotelli Cheftrainer: Roberto Mancini | Inter Mailand |
| AS Rom                                             | 1:0 Philippe Mexès (36.) 2:0 Simone Perrotta (54.) | 2:1 Pelé (60.) | Inter Mailand |
| 24. Mai 2008 um 21:00 Uhr in Rom (Stadio Olimpico) | | |               |
| Ergebnis: 2:1 (1:0)                                | | |               |
| Schiedsrichter: Emidio Morganti (Ascoli Piceno)    | | |               |